# Saint-Germain-d’Ectot
Saint-Germain-d’Ectot település Franciaországban, Calvados megyében. Lakosainak száma 278 fő (2018. január 1.). Saint-Germain-d’Ectot Anctoville, Livry és Torteval-Quesnay községekkel határos.

## Népesség
A település népessége az elmúlt években az alábbi módon változott:
| Lakosok száma | 233  | 202  | 217  | 262  | 275  | 325  | 300  | 294  | 283  | 278  |
|               | 1968 | 1975 | 1982 | 1990 | 1999 | 2011 | 2013 | 2015 | 2017 | 2018 |